# Veronica dillenii
Veronica di Dillenius (nome scientifico Veronica dillenii Crantz, 1769) è una pianta erbacea annua appartenente alla famiglia delle Plantaginaceae.

## Etimologia
Il nome generico (Veronica) deriva dal personaggio biblico Santa Veronica, la donna che ha dato a Gesù un panno per asciugare il suo volto mentre è sulla via del Calvario. Alcune macchie e segni sui petali della corolla di questo fiore sembrano assomigliare a quelli del sacro fazzoletto di Veronica. Per questo nome di pianta sono indicate altre etimologie come l'arabo "viru-niku", o altre derivate dal latino come "vera-icona" (immagine vera). L'epiteto specifico (dillenii) è stato dato in ricordo del professore tedesco di botanica a Oxford Johann Jacob Dillenius (1687–1747).
Il nome scientifico della specie è stato definito dal medico e botanico lussemburghese naturalizzato austriaco Crantz (1722 – 1799) nella pubblicazione "Stirpium Austriarum Fasciculus. Editio Altera Aucta. Wien - Ed. 2. 2(4): 352" del 1760.

## Descrizione

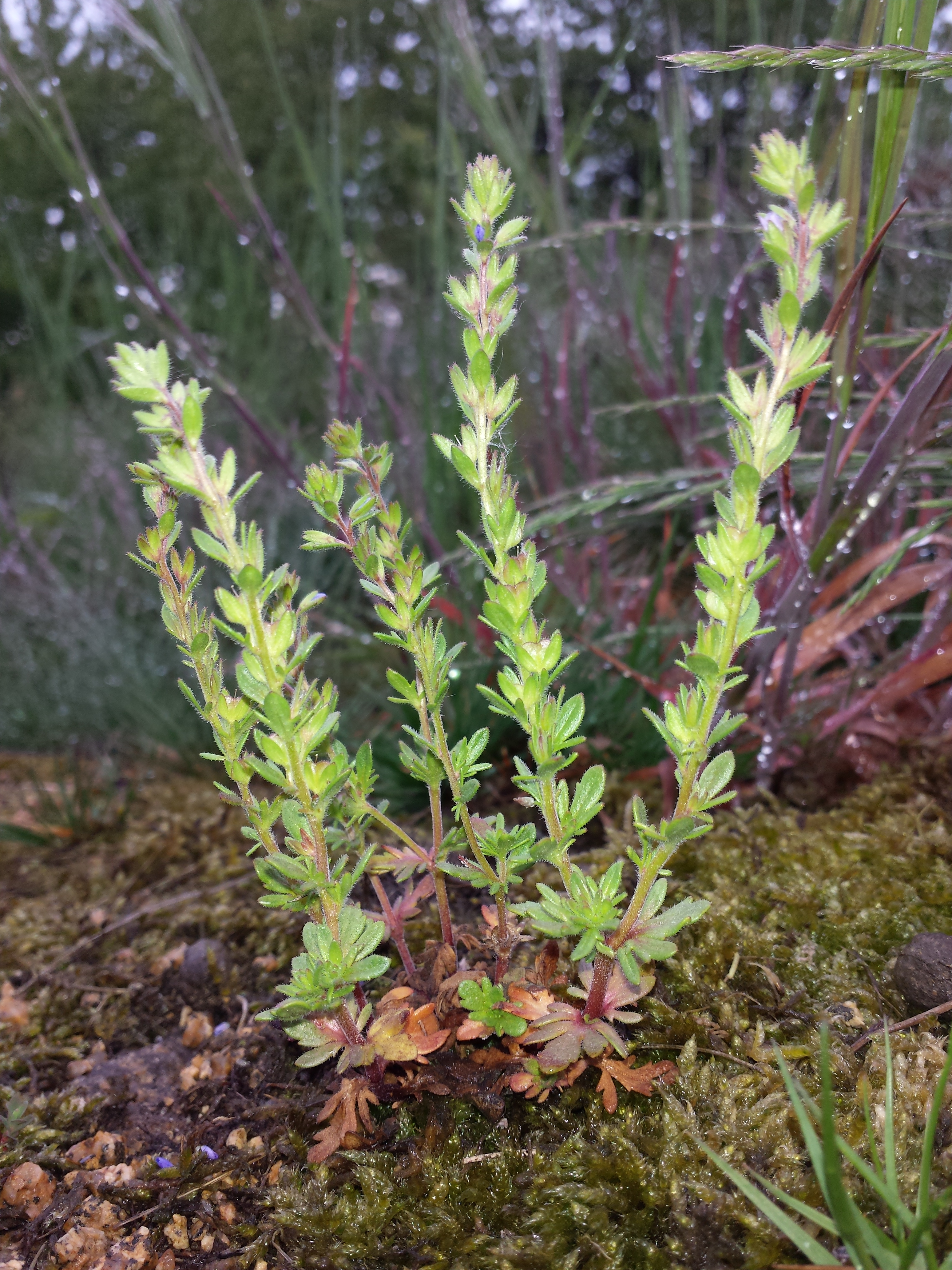
Il portamento

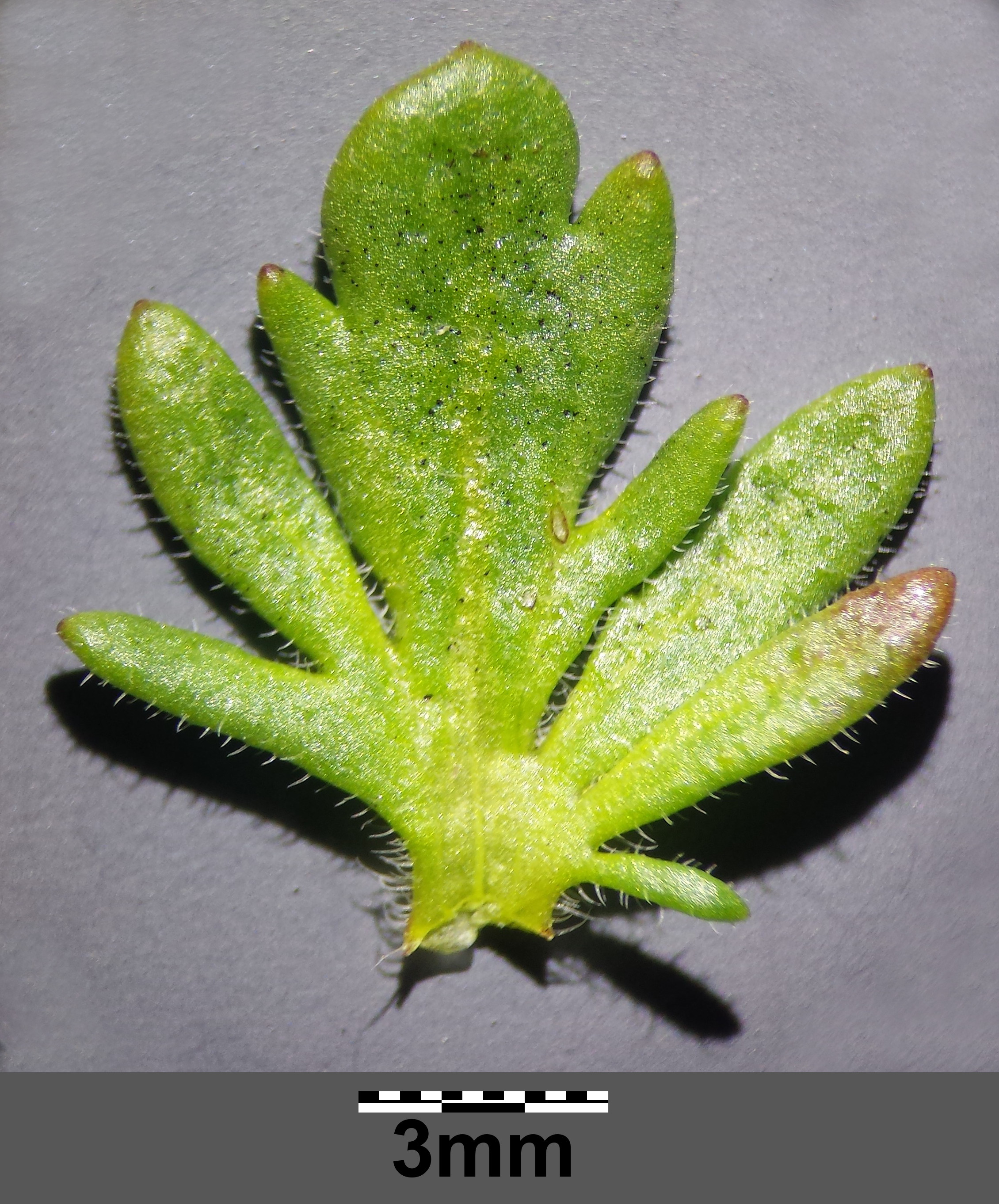
Le foglie

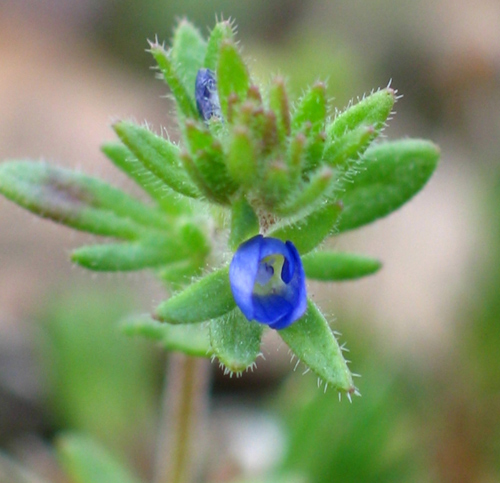
Infiorescenza

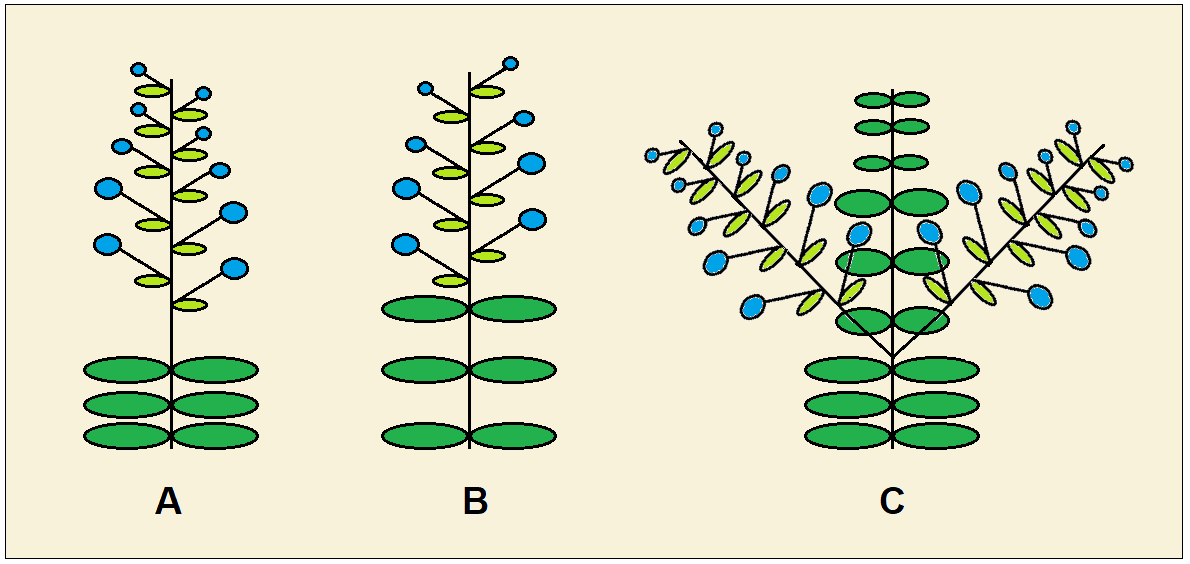
Racemi dell'infiorescenza: A) racemi terminali separati dalle foglie; B) racemi terminali non separati dalle foglie; C) racemi laterali

L'altezza di questa pianta varia tra 5 e 30 cm. La forma biologica è terofita scaposa (T scap), ossia in generale sono piante erbacee che differiscono dalle altre forme biologiche poiché, essendo annuali, superano la stagione avversa sotto forma di seme e sono munite di asse fiorale eretto e spesso privo di foglie. Tutta la pianta in genere è più robusta di altre specie simili e nel secco annerisce.

### Radici
Le radici sono secondarie da rizoma.

### Fusto
La parte aerea del fusto è eretta e ramificata con pelosità breve e appressata (in alto i peli sono ghiandolari e patenti).

### Foglie
Le foglie sono disposte in modo opposto e sono più o meno sessili (sono picciolate quelle inferiori). La forma varia da pennatifida o ovale a strettamente lanceolata, per quelle inferiori; quelle superiori sono delle lacinie da lineari a lanceolate. I bordi possono essere crenati. Le foglie sono presto decidue. La consistenza è carnosetta. La colorazione è verde scuro. Dimensioni delle foglie: larghezza 4 – 10 mm; lunghezza 6 – 15 mm.

### Infiorescenza
Le infiorescenze sono dei racemi terminali con 40 fiori al massimo. I racemi sono più o meno separati dalla parte fogliare (tipo A - vedi figura) e sono provvisti di brattee di tipo fogliaceo; quelle inferiori hanno delle forme lanceolate o lobate o pennatopartite, quelle superiori sono lineari-lanceolate. I fiori sono posizionati all'ascella di una brattea. Le brattee sono disposte in modo alterno. I peduncoli sono più o meno subnulli.

### Fiore
I fiori sono ermafroditi e tetraciclici (composti da 4 verticilli: calice – corolla – androceo – gineceo), pentameri (calice e corolla divisi in cinque parti).
- Formula fiorale:

X o * K (4-5), [C (4) o (2+3), A 2+2 o 2], G (2), capsula.
- Calice: il calice campanulato, gamosepalo e più o meno attinomorfo, è diviso in 4 profonde lacinie con forme spatolate e apice acuto. Ogni lacinia è tri-venata. Alla fruttificazione si allungano oltre la capsula.
- Corolla: la corolla è gamopetala e debolmente zigomorfa con forme tubolari (il tubo è corto) e terminante in quattro larghi lobi patenti (il lobo superiore è leggermente più grande - due lobi fusi insieme, quello inferiore è più stretto). La corolla è resupinata; i lobi sono appena embricati. Il colore della corolla varia da blu-viola a azzurro. Larghezza della corolla (diametro): 4 – 7 mm.
- Androceo: gli stami sono due lunghi (gli altri tre sono abortiti) e sono sporgenti dal tubo corollino. I filamenti sono adnati alla corolla. Le antere hanno due teche più o meno separate, uguali con forme arrotondate.
- Gineceo: il gineceo è bicarpellare (sincarpico - formato dall'unione di due carpelli connati). L'ovario (biloculare) è supero con forme ovoidi e compresso lateralmente. Gli ovuli per loculo sono da numerosi a pochi (1 - 2 per loculo), hanno un solo tegumento e sono tenuinucellati (con la nocella, stadio primordiale dell'ovulo, ridotta a poche cellule).[10] Lo stilo, filiforme con stigma capitato e ottuso, è breve e non sporge dalla insenatura della corolla. Il disco nettarifero è presente nella parte inferiore della corolla (sotto l'ovario). Lunghezza dello stilo: 1,0  - 1,5 mm.
- Fioritura: da marzo a maggio (giugno).

### Frutti
Il frutto è del tipo a capsula divisa fino a metà in due lobi e bordi smarginati e con entrambe le facce densamente pubescenti. La forma della capsula è obcordata compresso-appiattita, e inoltre è provvista di carena. La deiscenza è loculicida. I semi, appiattiti e convessi, sono numerosi (10 - 20), e sono colorati di giallo brunastro chiaro. Dimensione della capsula: 4,5 - 5,5 x 3,5 - 4,5 mm. Dimensione dei semi: 0,9 - 1,3 x 1.1 - 1,5 mm.

## Riproduzione
- Impollinazione: l'impollinazione avviene tramite insetti (impollinazione entomogama).
- Riproduzione: la fecondazione avviene fondamentalmente tramite l'impollinazione dei fiori (vedi sopra).
- Dispersione: i semi cadendo a terra (dopo essere stati trasportati per alcuni metri dal vento – disseminazione anemocora) sono successivamente dispersi soprattutto da insetti tipo formiche (disseminazione mirmecoria).

## Distribuzione e habitat

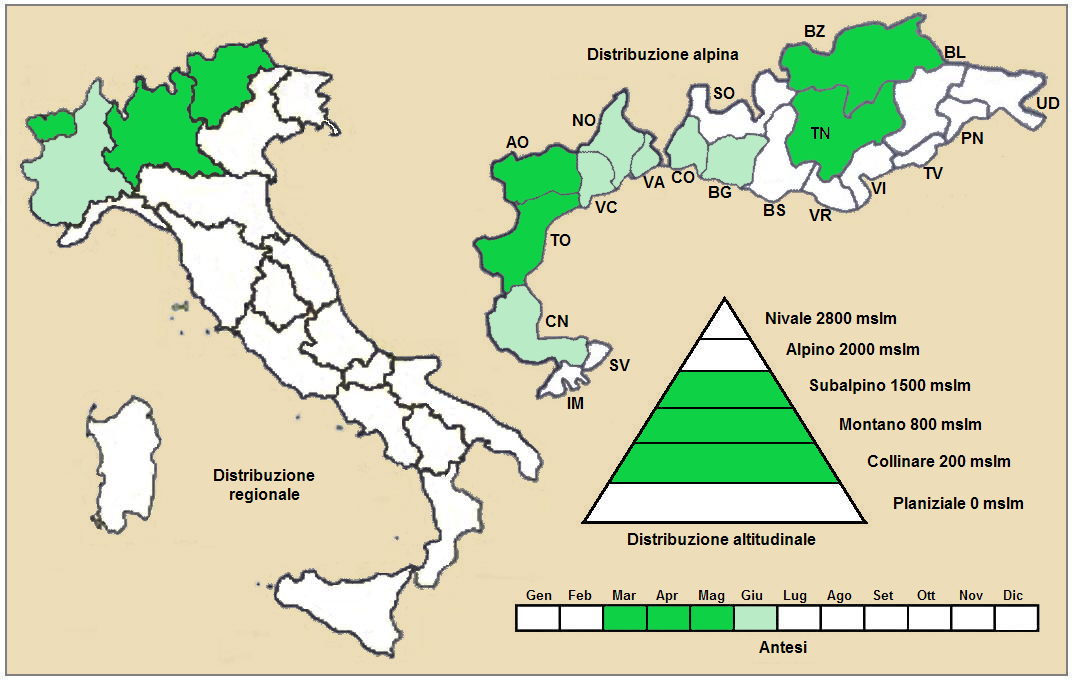
Distribuzione della pianta
(Distribuzione regionale – Distribuzione alpina)

- Geoelemento: il tipo corologico (area di origine) è Sud Europeo - Sud Siberiano o anche Est Europeo - Ovest Asiatico.
- Distribuzione: in Italia è una specie rara e si trova solamente nelle Alpi. Nelle Alpi italiane ha una distribuzione discontinua. Fuori dall'Italia, sempre nelle Alpi, questa specie si trova inSvizzera (cantoni Vallese e, Grigioni). Sugli altri rilievi europei collegati alle Alpi si trova nei Vosgi, Pirenei e Carpazi.[12] Nel resto dell'Europa e dell'areale del Mediterraneo questa specie si trova dalla Spagna alla Russia; è anche presente in Anatolia.[13]
- Habitat: per questa pianta l'habitat tipico sono i pendii aridi e soleggiati, gli affioramenti rocciosi, gli ambienti sabbiosi, le praterie rase o più raramente le colture. Il substrato preferito è siliceo con pH acido, bassi valori nutrizionali del terreno che deve essere arido.[12]
- Distribuzione altitudinale: sui rilievi queste piante si possono trovare da 300 fino a 1.500 m s.l.m.; frequentano quindi i seguenti piani vegetazionali: collinare, montao e subalpino.

### Fitosociologia

#### Areale alpino
Dal punto di vista fitosociologico alpino Veronica dillenii appartiene alla seguente comunità vegetale:
- Formazione: delle comunità pioniere a terofite e succulente.

- Classe: Koelerio-Corynephoretea Klika et Novak, 1941

- Ordine: Sedo-Scleranthetalia Br. - Bl., 1955

- Alleanza: Sedo albi- Veronicion dillenii Oberdorfer ex Korneck, 1974

#### Areale italiano
Per l'areale completo italiano la sottospecie di questa voce appartiene alla seguente comunità vegetale:
- Macrotipologia: vegetazione delle praterie

- Classe: Sedo albi - Scleranthetea biennis Br.-Bl., 1955

- Ordine: Alysso alyssoidis - Sedetalia albi Moravec, 1967

- Alleanza: Sedo albi - Veronicion dillenii Oberdorfer ex Korneck, 1974

Descrizione. L'alleanza Sedo albi - veronicion dillenii è relativa alle comunità pioniere, su substrati rocciosi silicei, con distribuzione subatlantica e medioeuropea, della fascia planiziale e collinare. Questa cenosi è caratterizzata da comunità di terofite vernali, specie succulente, briofite e licheni.  L'alleanza è presente prevalentemente in ambienti dalle scarse possibilità di sviluppo verso suoli più profondi, sui quali potrebbero insediarsi in concorrenza sia comunità erbacee che cenosi camefitiche ed arbustive.
Specie presenti nell'associazione: Arabidopsis thaliana, Veronica verna, Gagea saxatilis e Spergula pentandra.
Altre alleanze per questa specie sono:
- Thero-Airion

## Tassonomia
La famiglia di appartenenza (Plantaginaceae) è relativamente numerosa con un centinaio di generi. La classificazione tassonomica di questa specie è in via di definizione in quanto fino a poco tempo fa il suo genere apparteneva alla famiglia delle Scrophulariaceae (secondo la classificazione ormai classica di Cronquist), mentre ora con i nuovi sistemi di classificazione filogenetica (classificazione APG) è stata assegnata alla famiglia delle Plantaginaceae; anche i livelli superiori sono cambiati (vedi il box tassonomico iniziale). Questa pianta appartiene alla sottotribù Veroniciinae (tribù Veroniceae e sottofamiglia Digitalidoideae). Il genere Veronica è molto numeroso con oltre 250 specie a distribuzione cosmopolita.

### Filogenesi
La specie V. dillenii appartiene alla sezione Pocilla Dumort.. Questo gruppo è caratterizzato da un ciclo biologico annuo, dalle infiorescenze formate da racemi terminali con brattee ben distinte dalle foglie oppure i fiori sono isolati all'ascella di foglie normali (quindi le brattee non si distinguono dalle foglie), dal calice a 4 lobi e dai semi piani o incavati.
Inoltre la specie di questa voce fa parte del Gruppo di V. verna insieme (relativamente all'areale italiano) alla specie Veronica verna L.. I caratteri principali di questo gruppo sono:
- le piante sono annuali con fusto semplice o ramoso solamente all'apice;
- la pelosità è breve e appressata (nella zona apicale possono essere presenti dei peli ghiandolari patenti con lunghezze al massimo di 0,6 mm);
- la forma delle foglie varia da ovali a strettamente lanceolate; quelle inferiori sono picciolate e possono avere delle lamine a forma pennatopartita o più o meno palmato-incisa;
- le infiorescenze sono dei racemi (o spighe) densiflora;
- i fiori hanno peduncoli brevi o subnulli e corolle colorate di blu;
- la capsula è compresso-appiattita con forme obcordate e più breve del calice; generalmente è pubescente sulle due facce, mentre la carena è ricoperta da peli ghiandoloso-cigliati;
- i semi, appiattiti, sono 10 - 20 colorati di giallo brunastro chiaro.

La specie V. verna si differenzia dalla specie di questa voce in quanto lo stilo è più o meno lungo (0,6 mm) e non sporge dalla insenatura della corolla.
Il numero cromosomico di V. dillenii è: 2n = 16.

### Variabilità
La specie di questa voce è variabile nella forma della lama fogliare: la forma pennato-incisa può essere appena visibile (con bordi più o meno interi).

## Altre notizie
La veronica di Dillenius in altre lingue è chiamata nei seguenti modi:
- (DE)  Dillenius' Ehrenpreis
- (FR)  Véronique de Dillenius